# هجوم إيتمار
عملية إيتمار هي عملية قام بها فلسطينيان في مستوطنة إيتمار القريبة من قرية عورتا قضاء نابلس. حدثت العملية في 11 مارس 2011 ونتج عنها مقتل 5 مدنيين إسرائيليين، بينهم 3 اطفال، كما هو مخطط لها.

## الأحداث
اقتحم الشابين الفلسطينيان مستوطنة ايتمار وكان بحوزت الشابين «سكاكين» ودخلوا منزل لعائلة «فوغيل» الإسرائيلية وقام الشابان الفلسطينيان بقتل 5 مستوطنين إسرائيليين بينهم 3 أطفال من عائلة فوغيل ذبحا بسكاكين، ولاذ الشابان بالفرار وتم اعتقالهم من قبل جنود الجيش الإسرائيلي بعد شهر من تاريخ العملية وهم «حكيم مازن عواد (17 عام)، أمجد محمد عواد (19 عام)».

## ردود الفعل الرسمية
الأطراف المعنية
- إسرائيل: قالت إسرائيل أن هذه «جريمة» وحشية ولن تسكت إسرائيل عنها.وأعلن الجيش الإسرائيلي محيط قرية عورتا منطقة عسكرية مغلقة وتم إغلاق مداخل قرية عورتا بالسواتر الترابية والكتل الاسمنتية وشن الجيش الإسرائيلي حملة أمنية انتقامية واسعة في القرية.
- السلطة الفلسطينية: استنكر رئيس السلطة الفلسطينية محمود عباس هذه المجزرة ووصفها «بالبشعة» وقال إنها تسيء لسمعة الفلسطينيين واستنكر رئيس وزراء السلطة الفلسطينية «سلام فياض» المجزرة وأدانها.
- أكد الاسير أمجد عواد في المحكمة بأنه لم ولن يندم على هذه العملية حتى ولو حكم عليه بالإعدام وأنه نفذ العملية من أجل فلسطين ومن أجل الشعب الفلسطيني.
- نفى المسؤول في حماس عزت الرشق مسؤولية حركته عن الهجوم، قائلاً، إيذاء الأطفال ليس جزءاً من سياسة حماس، ولا هي سياسة فصائل المختلفة." وأثار الرشق أيضًا احتمال قيام المستوطنين بتنفيذ الهجوم لدوافع إجرامية.[4][5] واشتكى المتحدث باسم حماس سامي أبو زهري من إلقاء السلطة الفلسطينية القبض على ثلاثة من نشطاء الحركة وقال "التقرير الذي يفيد بمقتل خمسة إسرائيليين ليس كافياً لمعاقبة شخص ما. ومع ذلك، نحن نؤيد تماماً المقاومة ضد المستوطنين الذين يقتلون ويستخدمون الجريمة والإرهاب ضد الشعب الفلسطيني تحت إشراف جنود الاحتلال الإسرائيلي."[6]
- قالت كتائب شهداء الأقصى «العملية البطولية هي رد فعل طبيعي على جرائم الاحتلال الإسرائيلي ضد شعبنا في الضفة الغربية وقطاع غزة.»
- زعمت وكالة الأنباء الرسمية في جمهورية الصين الشعبية أن حركة الجهاد الإسلامي في فلسطين وصفته ب«العملية البطولية»، قائلة أن «هذه العملية هي دليل على أن الفلسطينيين قادرون على المضي قدماً بالمقاومة المسلحة والتغلب على جميع الصعوبات للوصول إلى أهدافهم.»

الأطراف الدولية
- الولايات المتحدة الأمريكية: أدان الرئيس الأمريكي«باراك أوباما» هاذه المجزرة وقال على الفلسطينيين نبذ العنف وعدم قتل الأطفال الإسرائيليين.
- بريطانيا: أدان وزير خارجية بريطانيا «ويليام هيغ» وقال هاذه العائلة أصدقائي وأعتبرها من نسبي وعلى الفلسطينيين الالتزام بسلام وعدم قتل الأطفال الإسرائيليين.
- ألمانيا: أدان وزير الخارجية الألمانية «غيدو فيسترفلي» المجزرة وقال لا أحد يمكن له أن يتخيل مدى وحشية هاذا العمل.
- فرنسا: أدان وزير الخارجية الفرنسي «ألان جوبيه» المجزرة وقال الفرنسيين يتعاطفون مع الأطفال الإسرائيليين الذين يتعرضون للقتل.

منظمات دولية
- الأمم المتحدة: أدان أمين عام الأمم المتحدة بان كي مون الهجوم وقال نحن ضد قتل الأطفال الإسرائيليين وضد العنف وعلى الفلسطينيين الالتزام بسلام.

## وصلات خارجية
- الصورة تساوي الف كلمة: مجزرة «ايتمار»، موقع إسرائيل بالعربية